# Morgan Geekie
Morgan Geekie (* 20. Juli 1998 in Strathclair, Manitoba) ist ein kanadischer Eishockeyspieler, der seit Juli 2023 bei den Boston Bruins in der National Hockey League (NHL) unter Vertrag steht und für diese auf der Position des Centers spielt.

## Karriere
Morgan Geekie spielte in seiner Jugend in der Nachwuchsorganisation der Yellowhead Chiefs sowie kurzzeitig für die Neepawa Natives in der Manitoba Junior Hockey League (MJHL). Nachdem er bereits einige wenige Einsätze in den Saisons 2013/14 und 2014/15 absolviert hatte, etablierte sich der Center mit Beginn der Spielzeit 2015/16 bei den Tri-City Americans in der Western Hockey League (WHL). Der Durchbruch in der WHL, der ranghöchsten Juniorenliga seiner Heimatprovinz, gelang ihm anschließend in der Saison 2016/17, als er 90 Scorerpunkte in 72 Partien verzeichnete. Demzufolge berücksichtigte man ihn im WHL East Second All-Star Team, bevor ihn im NHL Entry Draft 2017 die Carolina Hurricanes an 67. Position auswählten. Vorerst kehrte der Kanadier jedoch für ein weiteres Jahr in die Tri-Cities zurück und bestätigte dort im Wesentlichen seine statistischen Leistungen.
Im Mai 2018 unterzeichnete Geekie einen Einstiegsvertrag bei den Carolina Hurricanes und kam vorerst bei deren Farmteam, den Charlotte Checkers, in der American Hockey League (AHL) zum Einsatz. In seiner ersten Profisaison gewann er mit den Checkers direkt die AHL-Playoffs um den Calder Cup. Nach einem weiteren Spieljahr in Charlotte kam der Mittelstürmer schließlich im März 2020 zu seinem Einstand für die Hurricanes in der National Hockey League (NHL), wo er sich in weiterer Folge zur Saison 2020/21 etablierte. Im Juli 2021 gelangte er dann durch den NHL Expansion Draft 2021 zu den neu gegründeten Seattle Kraken, bei denen er ebenfalls regelmäßig auf dem Eis stand. Nach der Saison 2022/23 wurde sein auslaufender Vertrag nicht verlängert, sodass er sich im Juli 2023 als Free Agent den Boston Bruins anschloss.

### International
Sein Debüt auf internationaler Ebene gab Geekie im Rahmen der Weltmeisterschaft 2022 und gewann dort mit dem Team die Silbermedaille.

## Erfolge und Auszeichnungen
- 2017 WHL West Second All-Star Team
- 2019 Calder-Cup-Gewinn mit den Charlotte Checkers
- 2022 Silbermedaille bei der Weltmeisterschaft

## Karrierestatistik
Stand: Ende der Saison 2024/25

### International
Vertrat Kanada bei:
- Weltmeisterschaft 2022

(Legende zur Spielerstatistik: Sp oder GP = absolvierte Spiele; T oder G = erzielte Tore; V oder A = erzielte Assists; Pkt oder Pts = erzielte Scorerpunkte; SM oder PIM = erhaltene Strafminuten; +/− = Plus/Minus-Bilanz; PP = erzielte Überzahltore; SH = erzielte Unterzahltore; GW = erzielte Siegtore; 1 Play-downs/Relegation; Kursiv: Statistik nicht vollständig)

## Familie
Sein Vater Craig Geekie bestritt Mitte der 1990er Jahre einige Partien für die Oklahoma City Blazers in der Central Hockey League. Sein jüngerer Bruder Conor Geekie (*  2004) wiederum gilt als vielversprechendes Talent im anstehenden NHL Entry Draft 2022.